# 최승현 (프로게이머)
최승현(2003년 10월 28일 ~)은 대한민국의 전직 카트라이더 프로게이머로 아이디는 Navi를 사용했다.

## 선수 시절
2022년 7월, Wish 소속으로 활동하면서 커리어를 시작했다. 2022-2시즌 팀전 8위, 개인전 11위를 기록했다.
2022년 10월, Glorious H 소속으로 활동한다. 2022수퍼컵 팀전 6위를 기록했다.
2023년 3월, Aura 소속으로 활동한다. 프리시즌1 팀전 3위를 달성했다.
2023년 6월, 무소속으로 활동한다. 프리시즌2 개인전 18위를 기록했다.
2023년 8월 7일, 성남 ROX에 입단했다. 2023시즌 팀전 4위, 개인전 21위를 기록했다. 이후 팀이 해체되었다.

## 소속팀
| # | 팀명       | 소속 기간                 | 소속 리그 | 비고 |
| - | ---------- | ------------------------- | --------- | ---- |
| 1 | Wish       | 2022                      | KRL       |      |
| 2 | Glorious H | 2022                      | KRL       |      |
| 3 | Aura       | 2023.03.26. ~ 2023.05.19. | KDL       |      |
| 4 | 성남 ROX   | 2023.08.07. ~ 2023.12.09. | KDL       |      |

## 수상 내역
- 카트라이더: 드리프트 리그 프리시즌 1 팀전 3위